# 内山千早
内山 千早（うちやま ちはや、1960年10月22日 - ）は、株式会社RAB企画取締役で、日本のパフォーマー・ラジオパーソナリティ・タレント・歌手。
青森県青森市出身。通常は「うっちゃん」の名義で活動しているが、「うっちゃん（内山千早）」と表記される場合もある（テレビ番組『うっちゃんの「いぎあだりばったり」』放送内テロップ・ラジオ番組『うっちゃん・まりちゃんのeサイクル』公式ウェブサイト）。

## 略歴・人物
青森市立南中学校から青森県立青森北高等学校、そして青森県立青森高等技術専門校を修了。同級生の楠美義人とともに、青森市内のショーパブ等でパフォーマンスを披露していた。
某内装資材商社勤務時代に、地元百貨店の中三（なかさん）がスポンサーを務めるテレビ番組『スーパーギャング深夜同盟』が青森放送（以下、RAB）の深夜枠で放送されることになり、そのメインパーソナリティとして起用される。この番組でのパフォーマンスが認められ、RABからグループ会社のRABサービスでの勤務を求められて入社する。同社では、八戸・十和田での勤務を経て、2005年度から青森勤務となり、2007年度現在は「うぢやまかちょー」と呼ばれている。
2018年4月1日付けの人事異動で、執行役員兼営業副本部長兼第二営業部長に就任。2022年現在はRAB企画で取締役を務める。
なお、内山の兄は前述の中三に勤務しており、営業マネージャーとしてテレビ・ラジオ番組のインフォメーションコーナーに登場することがある。カーリングチーム「NAKASANダンジネスクラブ」のメンバーでもある。
また、RABのラジオ番組『うっちゃん・みかちゃんの県南おもしろ事件簿』から生まれたボーカルトリオ「トリオ★ザ★ポンチョス」のメンバーとしても活動している。

## 出演

### テレビ番組
全て、青森放送制作番組
- スーパーギャング深夜同盟（1989年 - 2002年、2004年）
- うっちゃんのいぎあだりばったり（2006年 - 2013年）

### ラジオ番組
全て、青森放送制作番組
- うっちゃん・みかちゃんの県南おもしろ事件簿（RAB八戸支社制作、1999年10月3日 - 2022年3月27日）
- うっちゃんの今すぐ話せる津軽弁（2007年 - 2008年）
- うっちゃんの明日もホウサク（『あおもりTODAY』金曜内包）
- うっちゃん・まりちゃんのeサイクル（R『あおもりTODAY』金曜内包、野坂真理と共演）
- トリ☆ポン うっちゃん・みかちゃんの「これが下北ジオパーク！」（2016年7月2日 - ）

### CM
- トヨタレンタリース青森
- コンノハウス（紺野建設。麻生しおりと共演）
- つがる中古車フェア
- カルチャージュエリー
- 柳の湯（青森市浅虫に所在する温泉旅館。『スーパーギャング深夜同盟』で流れていた）
- みじんこ倶楽部（青森市小柳にあった観賞魚店）
- Artポラリス
- シグマハロージョブセンター（2007年 - 2008年頃。RAB以外でも放送）
- ステーキONE青森むつ店
- 『うっちゃん・みかちゃんの県南おもしろ事件簿』で流れるスポンサーCMのほとんどは、内山と中島美華がナレーションを担当している。

## 著書
- ふいーらあ別冊 今すぐ話せる津軽弁（2007年7月28日、フィーラーステーション発行 本人が吹き込んだ津軽弁習得CD付）